# D.B. Sweeney
Daniel Bernard 'D.B.' Sweeney (Shoreham (Suffolk County), 14 november 1961) is een Amerikaans acteur. Hij won meer dan tien prijzen op verschillende filmfestivals in de Verenigde Staten voor zijn regiedebuut Two Tickets to Paradise (2006), dat hijzelf tevens (mede) schreef en co-produceerde.
Sweeney maakte in 1986 zijn debuut op het grote scherm met een naamloos rolletje in Power. Inmiddels speelde hij rollen in meer dan veertig films, meer dan vijftig inclusief die in televisiefilms. Daarnaast vertolkte Sweeney wederkerende personages in meer dan honderd afleveringen van verschillende televisieseries. De omvangrijkste daarvan waren die als Chance Harper in Strange Luck, die als Michael Whitman  in Life As We Know It en die als Larry in Two and a Half Men. Hij had eenmalige gastrollen in onder meer Tales from the Crypt, NYPD Blue, The Outer Limits, CSI: Crime Scene Investigation, House en Leverage.
Sweeney maakte in 2006 zijn debuut als regisseur en als scenarioschrijver met de komedie Two Tickets to Paradise, waarin hij ook zelf een hoofdrol speelt.
Sweeney trouwde in 2000 met Ashley Vachon, met wie hij twee kinderen kreeg.

## Filmografie
*Exclusief 5+ televisiefilms
| - Megalopolis (2024) - Free Fall (2014) - The Boxcar Children (2014, stem) - Underdogs (2013) - K-11 (2012) - Atlas Shrugged II: The Strike (2012) - 12 Dogs of Christmas: Great Puppy Rescue (2012) - Taken 2 (2012) - Deep in the Heart (2012) - Javelina (2011) - Miracle at St. Anna (2008) - Heatstroke (2008) - Stiletto (2008) - Vegas: An Opulent Illusion (2007) - Entry Level (2007) - Yellow (2006) - Two Tickets to Paradise (2006) - The Darwin Awards (2006) - Speak (2004) - Going to the Mat (2004, televisiefilm) - Brother Bear (2003, stem) - Greenmail (2002) - Hardball (2001) | - Dinosaur (2000, stem) - After Sex (2000) - Goosed (1999) - The Weekend (1999) - The Book of Stars (1999) - Spawn (1997) - Frame by Frame (1996) - Three Wishes (1995) - Roommates (1995) - Hear No Evil (1993) - Fire in the Sky (1993) - En dag i oktober (1992, aka A Day in October) - Leather Jackets (1992) - The Cutting Edge (1992) - Heaven Is a Playground (1991) - Blue Desert (1991) - Memphis Belle (1990) - Sons (1989) - Eight Men Out (1988) - No Man's Land (1987) - Gardens of Stone (1987) - Fire with Fire (1986) - Power (1986) |

## Televisieseries
*Exclusief eenmalige gastrollen
- Two and a Half Men - Larry (2013-2014, tien afleveringen)
- Mountain Men - Verteller (2012-2014, veertig afleveringen)
- The Legend of Korra stem Aang (2012-2013, vier afleveringen)
- Betrayal - Howard Goss (2013, twee afleveringen)
- Major Crimes - Agent Morris (2012-2013, twee afleveringen)
- Touch - Joseph Tanner (2013, vier afleveringen)
- The Event - Carter (2010, zes afleveringen)
- Universal Dead - John Trent (2010, drie afleveringen)
- 24 - Mark Bledsoe (2010, twee afleveringen)
- Criminal Minds - U.S. Marshal (2009, drie afleveringen)
- Crash - Peter Emory (2008, vier afleveringen)
- Jericho - John Goetz (2006-2008, zes afleveringen)
- Life As We Know It - Michael Whitman (2004-2005, dertien afleveringen)
- Once and Again - Graham Rympalski (2000-2001, vier afleveringen)
- Harsh Realm - Mike Pinnochio (1999-2000, negen afleveringen)
- C-16: FBI - Scott Stoddard (1997-1998, elf afleveringen)
- Strange Luck - Chance Harper (1995-1996, zeventien afleveringen)